# Hutch Dano
Hutchings Royal „Hutch“ Dano (* 21. Mai 1992 in Santa Monica, Kalifornien) ist ein US-amerikanischer Schauspieler. Bekannt wurde er vor allem durch die Rolle des Skateboarders Zeke Falcone in der US-Fernsehserie Zeke und Luther.

## Leben
Dano ist der Sohn des Schauspielers Rick Dano, sein Großvater väterlicherseits war der Schauspieler Royal Dano. Zudem waren seine Urgroßeltern mütterlicherseits der Drehbuchautor und Regisseur J. Walter Ruben sowie die Schauspielerin Virginia Bruce. Durch seine Schauspielerfamilie wurde er schon früh an die Schauspielerei herangeführt. 
Bereits im Alter von fünf Jahren war Dano in einem Werbespot zu sehen, bevor er schließlich mit 15 Jahren von einem Casting Director entdeckt wurde. 2009 wurde Dano für die Hauptrolle des Zeke Falcone in der Pilotfolge der Disney-Produktion Zeke und Luther besetzt, welche daraufhin erfolgreich in Serie ging. Ebenfalls 2009 hatte er eine Gastrolle als Moose in Zack & Cody an Bord. 2010 war er in dem Kinofilm Schwesterherzen – Ramonas wilde Welt als Freund von Selena Gomez’ Figur besetzt. Nach der Einstellung von Zeke und Luther im Jahr 2012 war er bisher in einigen Fernsehserien in Gastrollen sowie in kleineren Filmproduktionen zu sehen.
Dano besuchte die Santa Monica High School und machte 2010 seinen Abschluss. Er wohnt derzeit in Venice Beach, Kalifornien.

## Filmografie (Auswahl)

### Filme
- 2010: Schwesterherzen – Ramonas wilde Welt (Ramona and Beezus)
- 2010: Mein Bruder, die Pfadfinderin! (Den Brother, Fernsehfilm)
- 2013: Feels So Good
- 2014: Zombiber (Zombeavers)
- 2015: Double Daddy
- 2016: Change of Heart (Fernsehfilm)
- 2018: Behind the Walls
- 2019: Disappearance
- 2019: Hoax – Die Bigfoot-Verschwörung (Hoax)
- 2023: As Certain as Death

### Serien
- 2009, 2011: Zack & Cody an Bord (The Suite Life on Deck, Fernsehserie, 2 Episoden)
- 2009–2012: Zeke und Luther (Zeke and Luther, Fernsehserie, 77 Episoden)
- 2010: Law & Order: Los Angeles (Fernsehserie, Episode 1x08 Playa Vista)
- 2011: White Collar (Fernsehserie, Episode 3x06 Scott Free)
- 2013: Breaking Fat (Fernsehserie, 4 Episoden)
- 2016: The Encounter (Fernsehserie, Episode 1x01 The Heist)
- 2017: Training Day (Fernsehserie, Episode 1x05 Wages of Sin)
- 2017: Vampirina (Fernsehserie, Episode 1x05 Little Terror / Super Natural, Synchronrolle)
- 2020: Shameless (Fernsehserie, Episode 11x01 This Is Chicago)